# Amylopektin
Amylopektin je větvený polysacharid složený z glukózových jednotek propojených α-(1→4)-glykosidovými vazbami. Na rozdíl od amylózy vždy po 24 až 30 glukózových zbytcích větví prostřednictvím vazeb α-(1→6). Je jednou ze dvou složek škrobu (tvoří jej přibližně ze 70–80 %). Nejčastěji obsahuje 2 000 – 200 000 glukózových jednotek, ale může jich být až milion, což jej řadí mezi největší molekuly vyskytující se v přírodě.
Strukturou je amylopektin podoben glykogenu, ten je ovšem větvenější, a to na každém osmém až dvanáctém glukózovém zbytku.